# Lázaro González de Ocampo
Lázaro González de Ocampo fue un imaginero canario nacido en el Municipio de Güímar, Tenerife en 1651 y fallecido en la Ciudad de Santa Cruz de Tenerife en 1714. De él emanó una extensa producción de tallas religiosas presentes en la práctica totalidad de las islas del archipiélago canario.

## Biografía
Perteneciente a la llamada Segunda Generación de imagineros canarios, es decir, a los artistas nacidos a mediados del siglo XVII, Lázaro González de Ocampo, nacido en Güimar en 1651 debió de trasladar su residencia a San Cristóbal de La Laguna, lugar en el que muy probablemente adquiriría su formación como discípulo en alguno de los talleres activos en ese momento en la entonces capital de la Isla. Los investigadores apuntan, aunque se carece de documentación alguna que así lo corrobore, a que debió de formarse junto a Antonio de Orbarán, teniendo en cuenta sus afinidades. 
Su producción se sitúa a caballo entre dos siglos, por lo que se han señalado dos etapas muy diferenciadas. Una primera, a partir de 1680, en el que se nos presenta como un escultor arcaizante, con figuras bien talladas, pero rígidas. A esta época pertenece el desaparecido "Cristo de Burgos"  que talló en 1680 para la Iglesia conventual de los Agustinos en La Laguna. Al año siguiente trabaja en la que fuera una de sus mayores obras, el desaparecido retablo de los Dominicos de la Villa de Candelaria el cual sirve posteriormente, como modelo para realizar en 1689 el Retablo Mayor de la Parroquia de la Concepción de La Orotava. 
Años más tarde, 1707, la Hermandad de Mareantes de Puerto de la Cruz decide construir un retablo para su capilla en la Parroquia de N.ª S.ª de la Peña de Francia siguiendo también el modelo del de Candelaria.
De esta primera época son también el "San Joaquín" de la parroquia de Fasnia, "La Piedad" que talló en 1608 para la Concepción de La Laguna, o el "Cristo de la Salud" tallado para las Clarisas de La Orotava y que tras la desamortización del siglo XIX pasó a la parroquia de Arona.
Con el Cristo de la Salud de Arona se da por comenzada su segunda etapa, considerada la más prolifera, no solo en cantidad, sino en calidad artística. Esta etapa daría comienzo a principios del XVIII, alargándose en el tiempo hasta su muerte en 1714.
Ahora su estilo se dulcifica y sus obras muestran un modelado más perfecto observándose, incluso, un cierto movimiento y libertad, más propio del barroco.
De esta segunda etapa destacan el "San Matías" de la Parroquia de la Encarnación del Municipio de La Victoria de Acentejo, 1702, o el "San Andrés" que tallara en 1706 para el desaparecido convento de San Andrés y Santa Mónica de Los Realejos y que hoy se encuentra en la Parroquia de Ntra. Sra. del Carmen de esta villa.
Los últimos años de su vida transcurrieron en la actual capital de la Isla, Santa Cruz de Tenerife, para cuya parroquia de La Concepción talla una "Santa María Magdalena" poco antes de morir.
Su obra cumbre es, sin embargo, el relieve de la Adoración de los Pastores del Hospital de Dolores de La Laguna, para el cual se inspiró en uno de los muchos grabados que pululaban en los talleres de los artistas de la época.